# Подобедов, Сергей Васильевич
Сергей Васильевич Подобедов — советский государственный и хозяйственный деятель. Заслуженный строитель РСФСР, лауреат премии Совета Министров СССР. Член КПСС.

## Биография
Родился в 1918 году в селе Муравлянка (Быковка) Рязанской губернии (ныне Скопинский район Рязанской области). 
С 1933 года — на хозяйственной работе. 
В 1933—1988 гг.:
- строитель, каменщик, производитель работ, старший производитель работ, начальник участка, главный инженер строительного управления,
- главный инженер строительного треста,
- главный инженер Главнефтемонтажа,
- заместитель, первый заместитель министра монтажных и специальных строительных работ СССР.

Лауреат Премии Совета Министров СССР.
Умер в Москве в 1988 году.